# Ридж-Вуд-Хайтс (Флорида)
Ридж-Вуд-Хайтс (англ. Ridge Wood Heights) — статистически обособленная местность, расположенная в округе Сарасота (штат Флорида, США) с населением в 5028 человек по статистическим данным переписи 2000 года.

## География
По данным Бюро переписи населения США статистически обособленная местность Ридж-Вуд-Хайтс имеет общую площадь в 3,63 квадратных километров, водных ресурсов в черте населённого пункта не имеется.
Статистически обособленная местность Ридж-Вуд-Хайтс расположена на высоте 7 м над уровнем моря.

## Демография
| Год переписи        | Нас. |  | %±    |
| ------------------- | ---- |  | ----- |
| 1970                | 2528 |  | —     |
| 1980                | 3951 |  | 56,3% |
| 1990                | 4851 |  | 22,8% |
| 2000                | 5028 |  | 3,6%  |
| 1970–2000 Источник: |      |  |       |

По данным переписи населения 2000 года в Ридж-Вуд-Хайтс проживало 5028 человек, 1301 семья, насчитывалось 2225 домашних хозяйств и 2359 жилых домов. Средняя плотность населения составляла около 1385,12 человек на один квадратный километр. Расовый состав населённого пункта распределился следующим образом: 95,80 % белых, 0,78 % — чёрных или афроамериканцев, 0,42 % — коренных американцев, 0,95 % — азиатов, 0,06 % — выходцев с тихоокеанских островов, 0,95 % — представителей смешанных рас, 1,03 % — других народностей. Испаноговорящие составили 4,30 % от всех жителей статистически обособленной местности.
Из 2225 домашних хозяйств в 27,0 % воспитывали детей в возрасте до 18 лет, 42,3 % представляли собой совместно проживающие супружеские пары, в 11,9 % семей женщины проживали без мужей, 41,5 % не имели семей. 31,1 % от общего числа семей на момент переписи жили самостоятельно, при этом 9,1 % составили одинокие пожилые люди в возрасте 65 лет и старше. Средний размер домашнего хозяйства составил 2,26 человек, а средний размер семьи — 2,84 человек.
Население статистически обособленной местности по возрастному диапазону по данным переписи 2000 года распределилось следующим образом: 21,9 % — жители младше 18 лет, 6,5 % — между 18 и 24 годами, 32,5 % — от 25 до 44 лет, 26,0 % — от 45 до 64 лет и 13,1 % — в возрасте 65 лет и старше. Средний возраст жителей составил 40 лет. На каждые 100 женщин в Ридж-Вуд-Хайтс приходилось 100,1 мужчин, при этом на каждые сто женщин 18 лет и старше приходилось 96,6 мужчин также старше 18 лет.
Средний доход на одно домашнее хозяйство статистически обособленной местности составил 42 376 долларов США, а средний доход на одну семью — 49 010 долларов. При этом мужчины имели средний доход в 31 114 долларов США в год против 26 888 долларов среднегодового дохода у женщин. Доход на душу населения статистически обособленной местности составил 42 376 долларов в год. 4,1 % от всего числа семей в населённом пункте и 6,0 % от всей численности населения находилось на момент переписи населения за чертой бедности, при этом 6,6 % из них были моложе 18 лет и 3,7 % — в возрасте 65 лет и старше.